# Felix von Behr-Bandelin
Felix Wilhelm Leonhard Graf von Behr-Bandelin (* 29. Januar 1834 in Grimmen; † 16. Juni 1894 in Bandelin) war ein deutscher Rittergutsbesitzer, Hofbeamter und Kolonialpolitiker.

## Leben
Felix von Behr-Bandelin gehörte dem niedersächsischen und pommerschen Uradelsgeschlecht Behr an. Er wurde als Sohn des Hans Felix Bernhard von Behr-Bandelin, Rittergutsbesitzer und mecklenburgischer Kammerherr, und der Wilhelmine (Minna), geb. von Lühmann, geboren. Nach dem Besuch des Gymnasiums in Grimmen und Stralsund studierte er an der Friedrich-Wilhelms-Universität Berlin und der Rheinischen Friedrich-Wilhelms-Universität Bonn. 1852 wurde er Mitglied des Corps Vandalia Berlin. 1853 schloss er sich dem Corps Borussia Bonn an. Nach dem Studium wurde er Majoratsherr auf Bandelin. Er war königlicher Kammerherr. 1865 wurde er in den Freiherrenstand und 1878 in den Grafenstand in Form der Primogenitur gehoben.
Von Behr-Bandelin war 1884 zu Berlin gemeinsam mit Carl Peters Gründer der Deutsch-Ostafrikanischen Gesellschaft und 1886 Gründer und Leiter der Deutsch-Ostafrikanischen Plantagengesellschaft. 1890 gehörte er zu den Gründungsmitgliedern des Alldeutschen Verbandes.
Die Mitgliedschaft seines gleichnamigen Sohns und Erben Felix Graf Behr-Bandelin (1861–1931) im Verein Herold zu Berlin zeigte das Interesse vieler Vertreter des Landadels auch an Heraldik und Genealogie. Die Güter der Grafen Behr auf Bandelin betrugen mit Zubehör über 1000 ha Land.

## Familie
Er heiratete am 31. Mai 1858 in Dambeck Mathilde von Buggenhagen-Dambeck (1841–1933). Mit ihr hatte er folgende Kinder:
- Hildegard (* 1859)
- Felix Ulrich (1861–1931)

⚭ 1888 Marie von Jansen, gen. von der Osten (* 1867), gesch. 1888
⚭ 1901 Irma Freiin von Behr (1874–1927), gesch. 1909
⚭ 1913 Helene von Podewils (* 1873)
- Ursula (* 1864) ⚭ 1883 Anton von Krosigk († 1897)
- Hugold Felix (1866–1943)
- Eberhard Felix (* 1868)
- Günther Felix (1873–1934)

⚭ 1898 Franziska von Levetzow (1878–1908)
⚭ 1917 Lydia Preuß (* 1889)